# Terz (Steuer)
Die Terz, auch Türkenterz genannt, war eine Steuer im Jahr 1524 zur Finanzierung der Kämpfe gegen die Türken (Türkensteuer). Sie wurde in den österreichischen Ländern der Habsburger eingehoben. Besteuert wurden die Einkünfte (Gülten, Pfründen) der katholischen Kirche mit einem Drittel ihres Betrages eines Jahres. Von dieser Höhe (im damaligen Sprachgebrauch lat. „tertia pars“) leitet sich auch der Name der Steuer ab.

## Hintergrund
Die Steuereinhebung in den Ländern der Habsburger beruhte im 16. Jahrhundert im Wesentlichen nicht auf allgemeinen Regeln (Steuergesetzen), sondern war weitgehend von Beschlüssen der Landtage abhängig (teilweise Ordnungen genannt), auch das Steuerbewilligungsrecht lag bei den Landtagen. Weiters galten solche Beschlüsse nicht für Vermögensrechte der katholischen Kirche – Kirchenvermögen war steuerfrei, Steuern darauf waren an die Zustimmung des Papstes gebunden. Erst 1452 erklärte sich der Papst mit einer Besteuerung der österreichischen Geistlichkeit im Notfall einverstanden.
Da diese Zustimmung nicht immer rasch, wenn überhaupt, zu erreichen war, war es bereits vorher zu massiven Streitigkeiten über Beiträge der katholischen Kirche zu Staatsaufgaben, insbesondere die Verteidigung gegen die Türken, gekommen, bis hin zur Beschlagnahme von Geldern aus Ablass- und Kreuzzugssammlungen und zum Aufbrechen der Sammelkisten kirchlicher Spendensammlungen. Vermögen, das kirchlichen Zwecken gewidmet war, wurde von Habsburger Herrschern damals teilweise als eine Form persönlichen Eigentums betrachtet, über das im Notfall wieder anderweitig (zu Verteidigungszwecken) verfügt werden konnte. Diese Auffassung war nicht neu: Schon 1236 hatte der Babenberger Herzog Friedrich II. Bestände der Schatzkammern österreichischer Klöster zur Finanzierung seines Kampfes gegen Kaiser Friedrich II. herangezogen. Kaiser Maximilian I. wird in diesem Zusammenhang der Spruch „Pfaffenhab ist mein Kammergut“ zugeschrieben.
Die innerösterreichischen Länder hatten ab 1415 die Hauptlast der Türkenabwehr zu tragen. Sie galten als „des deutschen Reiches Hofzaun.“ Der hohe Finanzbedarf der Türkenabwehr erzwang eine „rücksichtsloseste Besteuerung des Kirchengutes und der Geistlichkeit“.
Dies ließ es ratsam erscheinen („aus Zweckmäßigkeitsgründen“), die finanzielle Beteiligung kirchlicher Organisationen auf eine bessere formale Grundlage zu stellen: Im März 1523 erhielt Erzherzog Ferdinand die Erlaubnis Papst Hadrians VI., für ein Jahr ein Drittel der Einkünfte der Geistlichkeit einzuziehen. Diese Konzession wurde zwar nach dem Tod des Papstes (14. September 1523) durch dessen Nachfolger Papst Clemens VII. am 28. November 1523 aufgehoben, aber letztlich trotz massiver Proteste aus dem Klerus, die sogar vor den Reichstag getragen wurden, am 19. Jänner 1524 bestätigt. Der Papst bestellte Bischof Bernhard von Trient zum obersten Einhebungsorgan. Dieser war ermächtigt, Ungehorsam und Widerstand gegen die Eintreibung der Steuer bestrafen zu lassen.
Der Widerstand des Klerus, der auch vom Erzbischof von Salzburg unterstützt wurde, blieb wirkungslos, obwohl behauptet wurde, die Steuer würde den Abfall zum Luthertum begünstigen, es seien bereits viele Pfarren unbesetzt und der Bestand des katholischen Klerus würde gefährdet. Es wurde damit nur ein Aufschub von drei Monaten erreicht und aufgrund der Proteste aus Gebieten, die zu Bayern gehörten, dort eine „Türkenquint“ vorgesehen. Weiters sagte Ferdinand I. zu, die Erträge der Steuer nur zum Kampf gegen die Türken zu verwenden. Als Zahlungstermine waren der 15. Mai (Pfingsten) und der Martinstag (11. November) 1524 bestimmt.

## Ertrag
Über den Ertrag der Terz liegen keine Informationen vor. Die Steuer wurde nur schleppend eingehoben, ob und welche Zahlungen es gab, ist nicht dokumentiert. Das Schatzmeisteramt, an das sie abzuliefern gewesen wären, erreichten sie nicht. Einer der Gründe war, dass die päpstliche Bestätigung der Maßnahme zwar formal vorhanden war, aber im Laufe des Jahres 1524 sich das Interesse des Papstes an einer Stärkung des Hauses Österreich verringerte und diese neue Einstellung dem Klerus nicht verborgen blieb.
Der nur geringe Ertrag der Terz und der gleichbleibend hohe Finanzbedarf der Türkenkriege führte in den folgenden Jahren zu weiteren Sondersteuern, wie der Einziehung der Kirchenkleinodien und der Quart.